# 蔵木村
蔵木村（くらぎむら）は、島根県鹿足郡にあった村。

## 歴史
- 1889年（明治22年）4月1日 - 町村制の施行により、鹿足郡蔵木村、樋口村、田野原村、九郎原村が合併して村制施行し、蔵木村が発足。
- 1954年（昭和29年）12月1日 - 鹿足郡六日市町、朝倉村と合併して六日市町を新設して消滅。